# Varennes, Somme

Varennes este o comună în departamentul Somme, Franța. În 1 ianuarie 2022 avea o populație de 221 de locuitori.